# Williams County, North Dakota
Williams County är ett administrativt område i delstaten North Dakota, USA. År 2010 hade countyt  22 398 invånare. Den administrativa huvudorten (county seat) är Williston. 

## Geografi
Enligt United States Census Bureau har countyt en total area på 5 563 km². 5 361 km² av den arean är land och 202 km² är vatten. 

### Angränsande countyn
- Divide County - nord
- Burke County - nordöst
- Mountrail County - öst
- McKenzie County - syd
- Roosevelt County, Montana - sydväst
- Sheridan County, Montana - väst